# Charles François Louis Delalot
Charles François Louis, Vicomte Delalot (geboren am 17. April 1772 in Paris; gestorben am 27. Oktober 1842) war ein französischer Politiker.

## Leben und Wirken
Der Vicomte Delalot, Sohn eines Ratssekretärs des Königs, nahm am Ende der Sitzungsperiode des Nationalkonvents an dem royalistischen Aufstand vom 13. Vendémiaire im Jahr IV (des Revolutionskalenders) teil, bei dem er die Grenadiere der Sektion Lepelletier befehligte, die zur Nationalversammlung marschierten. Er wurde vom Kriegsgericht, das im Palais-Égalité tagte, zum Tode verurteilt, „weil er einen Beschluss unterzeichnet hatte, der den Befehl zum Schlagen de Generalmarsches und die Aufforderung an die benachbarten Sektionen enthielt, sich unter die Waffen zu stellen“, und konnte sich nur durch die Flucht retten. Später erreichte er eine Revision des Urteils.
Während der Restauration arbeitete er am Journal des débats mit und machte sich einen Namen unter den Schriftstellern der gemäßigten royalistischen Richtung. Am 15. November 1820 wurde er vom Wahlkollegium des Département Marne zum Abgeordneten gewählt. Er hielt daraufhin eine Rede an seine Wähler, in der folgende Aussage auffiel: „Ich werde in meinem eigenen Herzen eine wahre, aufrichtige, vorbehaltlose Verbundenheit mit unserer Verfassungscharta finden, dem Unterpfand der für alle Interessen so notwendigen Stabilität, dem Altar der Eintracht, an dem sich alle Franzosen, die das Heil des Vaterlandes wollen, eng zusammenschließen müssen, um ihre Spaltungen in brüderlicher Umarmung zu ersticken.“
Am 8. Januar 1821 bekämpfte er den Antrag der Regierung auf sechs provisorische Zwölftel. Er gehörte der Kommission für Gemeindeorganisation an (7. März) und widersetzte sich energisch der Wiedereinführung der Zensur (5. Juli): „Ist es die Charte oder sind es die Minister“, sagte er, „die Sie für treu erachtet haben? Die Gesellschaft hat das Recht, und die Charte hat es anerkannt, Exzesse durch Gesetze zu unterdrücken; aber den Gebrauch der Fähigkeiten, die dem Menschen von Natur aus gegeben wurden, verbieten zu wollen, bedeutet, sein göttliches Wesen anzugreifen.“
Er wurde am 10. Oktober 1821 wiedergewählt und war Mitglied des Ausschusses, der eine Denkschrift verfasste, die zum Sturz der Regierung führte (21. November). Die Regierung ließ daraufhin seine Kandidatur bei den  Wahlen zur Abgeordnetenkammer von 1824 scheitern und er kehrte erst am 24. November 1827, gewählt vom Kollegium des Département Charente, in die Abgeordnetenkammer zurück.
Bei der Eröffnung der Sitzungsperiode 1827 wurde er auf die Liste der fünf Namen gesetzt, die für den Vorsitz der Kammer vorgeschlagen wurden, doch der König zog ihm Pierre-Paul Royer-Collard vor. Delalot bekämpfte die ultra-royalistische Politik und unterzeichnete die Adresse der 221. Er erreichte seine Wiederwahl am 3. Juli 1830 und schloss sich der Juli-Monarchie an, wurde aber 1831 nicht wiedergewählt.

## Schriften
Außer Artikeln für  Le Journal des débats, die mit  Z... gezeichnet waren, verfasste Delalot ein Werk mit dem Titel:
De la Constitution et des lois fondamentales de la monarchie française (1814).